# Bulbophyllum basisetum
Bulbophyllum basisetum är en orkidéart som beskrevs av Johannes Jacobus Smith. Bulbophyllum basisetum ingår i släktet Bulbophyllum och familjen orkidéer.
Artens utbredningsområde är Filippinerna. Inga underarter finns listade i Catalogue of Life.